# László Gerendai
László Gerendai (* 22. Oktober 1923 in Berettyóújfalu) ist ein ehemaliger Offizier in der Volksrepublik Ungarn und zuletzt Generalmajor (Vezérőrnagy) im Innenministerium (Belügyminisztérium) sowie von 1957 bis 1979 Chef des Polizeipräsidiums im Komitat Győr-Sopron.

## Leben
László Gerendai, Sohn von Julianna Karácsony, besuchte bis 1938 vier Klassen der Mittelschule und wurde 1943 Assistent eines Eisenhändlers. 1946 trat er als Mitarbeiter in die Staatsschutzabteilung der Ungarischen Staatspolizei ÁVO (Magyar Államrendőrség Államvédelmi Osztálya) und war in den folgenden Jahren in den Dienststellen Biharnagybajom, Berettyóújfalu sowie Debrecen. Nach Umbenennung der ÁVO in die nunmehr eigenständige Staatsschutzbehörde ÁVH (Államvédelmi Hatóság) 1948 wurde er in deren Dienststelle Debrecen erst zum Leutnant (Hadnagy) sowie 1950 zum Oberleutnant (Főhadnagy) befördert. Danach war er in der ÁVH-Dienststelle Nyíregyháza sowie nach seiner Beförderung zum Hauptmann (Százados) in der ÁVH-Dienststelle Pécs tätig. Nachdem er 1952 einen fünfmonatigen Lehrgang an der Parteischule der Partei der Ungarischen Werktätigen MDP (Magyar Dolgozók Pártja) absolviert hatte, wurde er zum Major (Őrnagy) befördert und zunächst Abteilungsleiter in der ÁVH-Dienststelle Komitat Vas beziehungsweise von 1953 bis 1956 in der dortigen Dienststelle des Innenministeriums BM (Belügyminisztérium).
Gerendai absolvierte 1956 abermals die Parteihochschule der MDP und war daraufhin Abteilungsleiter in der Dienststelle des Innenministeriums im Komitat Bács-Kiskun sowie 1957 kurzzeitig Abteilungsleiter in der Polizeibehörde des Komitats Győr-Sopron. Nach seiner Beförderung zum Oberstleutnant (Alezredes) wurde er 1957 schließlich selbst Chef des Polizeipräsidiums im Komitat Győr-Sopron und verblieb 22 Jahre auf diesem Posten bis zu seinem Eintritt in den Ruhestand 1979. In dieser Zeit wurde er 1963 zum Oberst (Ezredes) befördert und absolvierte zudem ein Studium an der Fakultät für Politikwissenschaften und Recht ÁJTK (Állam- és Jogtudományi Kara) der Eötvös-Loránd-Universität (ELTE) und schloss dort 1965 seine Promotion zum Doktor der Rechte ab. Er absolvierte zudem 1967 einen dreimonatigen Managementlehrgang und erhielt zuletzt 1974 seine Beförderung zum Generalmajor (Vezérőrnagy).

## Weblink
- Gerendai László, dr. In: Historisches Archiv der Staatssicherheitsdienste (Állambiztonsági Szolgálatok Történeti Levéltára). Abgerufen am 3. März 2023 (ungarisch).

| Personendaten    | Personendaten            |
| ---------------- | ------------------------ |
| NAME             | Gerendai, László         |
| KURZBESCHREIBUNG | ungarischer Generalmajor |
| GEBURTSDATUM     | 22. Oktober 1923         |
| GEBURTSORT       | Berettyóújfalu           |